# Белвідер (Вермонт)
Белвідер (англ. Belvidere) — місто (англ. town) в США, в окрузі Ламойлл штату Вермонт. Населення — 358 осіб (2020).

## Демографія
Згідно з переписом 2010 року, у місті мешкало 348 осіб у 153 домогосподарствах у складі 91 родини. Було 210 помешкань
Расовий склад населення:
| - 94,5 % — білих - 1,1 % — корінних американців - 1,1 % — осіб інших рас |

До двох чи більше рас належало 3,2 %. Частка іспаномовних становила 2,0 % від усіх жителів.
За віковим діапазоном населення розподілялося таким чином: 21,3 % — особи молодші 18 років, 64,9 % — особи у віці 18—64 років, 13,8 % — особи у віці 65 років та старші. Медіана віку мешканця становила 42,0 року. На 100 осіб жіночої статі у місті припадало 93,3 чоловіків; на 100 жінок у віці від 18 років та старших — 101,5 чоловіків також старших 18 років.
Середній дохід на одне домашнє господарство становив 63 794 долари США (медіана — 60 714), а середній дохід на одну сім'ю — 72 819 доларів (медіана — 72 500). Медіана доходів становила 51 250 доларів для чоловіків та 38 500 доларів для жінок. За межею бідності перебувало 12,0 % осіб, у тому числі 20,3 % дітей у віці до 18 років та 5,5 % осіб у віці 65 років та старших.
Цивільне працевлаштоване населення становило 228 осіб. Основні галузі зайнятості: виробництво — 16,7 %, освіта, охорона здоров'я та соціальна допомога — 15,4 %, будівництво — 12,7 %, роздрібна торгівля — 11,4 %.